# Missisa Lake
Der Missisa Lake ist ein See im Norden der kanadischen Provinz Ontario.

## Lage
Der Missisa Lake befindet sich im Westen der James-Bay-Niederung, 210 km westlich der James Bay auf einer Höhe von 170 m. Der 183 km² große See misst in NNW-SSO-Richtung 22 km. Die maximale Seebreite beträgt 12,5 km. Der See wird am Südostufer vom Missisa River zum weiter nördlich verlaufenden Attawapiskat River entwässert.